# Humanist Forlag
Humanist Forlag AS er et norsk forlag som udgiver bøger med udgangspunkt i videnskabelige, livssynsrelaterede, filosofiske eller kulturelle spøgsmål.
Forlaget blev stiftet i 1995 og udgiver mellem otte og tolv bøger hvert år. Forlaget har to ansatte, blandt dem er forlagschefen Bente Pihlstrøm. De to største aktionær er Pax forlag og Human-Etisk Forbund.

## Links
- Forlagets hjemmeside